# دوبارچین
دوبارچین (به بلغاری: Dobarchin) یک منطقهٔ مسکونی در بلغارستان است که در استان صوفیه واقع شده‌است.